# Фройндсберги
Фройндсберги (нем. Freundsberg) (также известны как Фронсберги, Фрундсберги или Фрунтсберги) — тирольский дворянский род, имевший резиденцией одноимённый замок недалеко от Шваца. Задокументированы в 1122 году как министериалы Андексской династии, с 1209 г. — министериалы герцогов Баварии, а позже также как графов Тироля.
С 1312 г. они имели собственный земельный суд и долгое время были одним из самых влиятельных дворянских родов в Тироле, но в 1467 году продали свой родовой замок, одновременно получили сеньорию Миндельгейм в Швабии. Вымерло семейство в 1586 г. с гибелью Каспара фон Фрундсберга.

## История
У семьи Фройндсберг была резиденция в замке Фройндсберг, который они построили над Швацем около 1150 г. Первоначально замок представлял собой простую рыцарскую башню, но был перестроен в 1230 г. в романском стиле. В 1319 г.во Фройндсберге был учрежден отдельный окружной суд с главным городом Швац, опекунами которого на протяжении веков были Фройндсберги. Владения вокруг Шваца находились вне сферы влияния Тироля или Гориции-Тироля, а региональный суд c 1312 г. также был освобожден от суверенной власти Тироля . В 1319 г. Бертольд фон Фройндсберг продал родовой замок, ранее принадлежавший семье на правах свободной собственности, графу Тироля Генриху II и получил его обратно в качестве аллода. В 1342 г. граф Тироля Людвиг снова вступил в борьбу с Фройндсбергами за этот замок и связанный с ним судебный округ. Со временем сеньоры Фройндсберг стали, наряду с графами Роттенбург, важной дворянской семьей в долине Нижнего Инна.
Фройндсберги извлекли выгоду из периферийного расположения своих владений по отношению к княжеству-архепископству Зальцбург; в пер. пол. XIII в. будучи на службе у герцогов Баварии они смогли обосноваться в Лихтенверте в Циллертале и таким образом стать противовесом экспансии зальцбургского архиепископа Эберхарда II. Замок Мернштайн возле Брикслегга или Тирберг возле Куфштайна служил Фройндсбергим прежде всего в качестве резиденции земельного управления и для более эффективного осуществления прав фогта.
Родовой замок Фройндсберг был продан эрцгерцогу и графу Тироля Сигизмунду в 1467 г., который превратил замок в охотничий домик («Зигмундсру» или «Зигмундсфрид»). В июле того же года жена Ульриха фон Фрундсберга Барбара фон Рехберг и его брат Ганс приобрели сеньорию Миндельхайм с Миндельбургом в Швабии и с тех пор называли себя Фрундсбергами. Потомки Барбары и Ульриха правили Миндельхаймом до 1586 г.

## Владения
- Замок Фалькенштейн. Был передан Конраду фон Фройндсбергу в качестве залога в 1287 г. в результате арбитражного соглашения между герцогом Верхней Баварии Людвигом II и королем Рудольфом I.
- Закое Мерштайн, где проживали рыцари одноимённого рода, входившие в ближайший круг Фройндсбергов). Герцог Баварии Людвиг VII снёс замок не позднее 1416 г. по требованию архиепископа Зальцбурга Эберхарда III.
- Замок Шинтельберг принадлежал Ортенбургерам. В 1240 году пфальцграф Рапото III из Спанхейма отрекся от замка и получил его от епископа Регенсбурга как аллод, после его смерти замок перешёл епископству. Затем был приобретен Фройндсбергами сначала в качестве залога, а в 1266 г. полноценно; в 1379 г. Шинтельберг был продан баварским герцогам. Шинтельберг уже пришел в упадок в начале XV в. и сейчас представляет собой лишь руины замка.[4]
- Замок Зонненбург недалеко от Инсбрука, по-видимому, ещё в 1280 г. частично принадлежал Фройндсберга, которые, среди прочего, были тирольско-герцкими слугами. Зонненбург служил административным центром поместья Фройндсберг в районе Инсбрука. Фройндсберги, видимо, поручили подчинённым рыарям из Матцена присматривать за их долей. В 1321 г. Бертольд фон Фройндсберг продал свою долю графу Тироля Генриху II.
- Замок Лихтенверт
- Тирберг возле Куфштайна
- Замок Фридберг[5]
- Замок Матцен возле Брикслегга впервые упоминается в документе 1278 г. как основанный Фройндсбергами, которым принадлежал до 1468 г.
- Замок Мариаштайн
- Замок Трацберг
- Так называемая Кэрлингертурм (позже также названная средней или чёрной башней) возле замка Санкт-Петерсберг была продана семье Фройндсбергов Ульрихом Кёрлингером в 1408 г. Годом ранее принадлежавший епископу Бриксена замок был пожалован герцогом Фридрихом IV братьям Гансу и Ульриху Фройндсбергам. Несмотря на несколько судебных процессов в Курии, Фройндсберги не покидали замок до смерти последнего сеньора Георга фон Фройндсберга (ум. 1586 г.).
- Замок Арнхольц принадлежал семье Фройндсбергам в XIV—XV вв.
- Замок Штрасберг достался Фройндсбергам по итогам конфликта между Фридрихом IV и епископом Бриксена Ульрихом. Поскольку после 1467 года они больше не жили в Тироле, их имуществом управлял смотритель.[6]
- Виноградники в Унтеррейне близ Эппана в 1490 году (фон Фрунцперг)[7]
- Замок Рункельштайн

## Герб
Изображена чёрная гора, состоящая из пяти (или шести) золотых возвышений; На коронованном шлеме с черно-золотым шлемом изображен растущий золотой лебедь с чёрным клювом и красным языком..

## Известные редставители
- Ульрих фон Фрундсберг — епископ Трента (1486—1493)
- Георг фон Фрундсберг (1473—1528) — командир ландскнехтов.
- Каспар фон Фрундсберг (1501—1536) — командир ландскнехтов.